# メロエ語

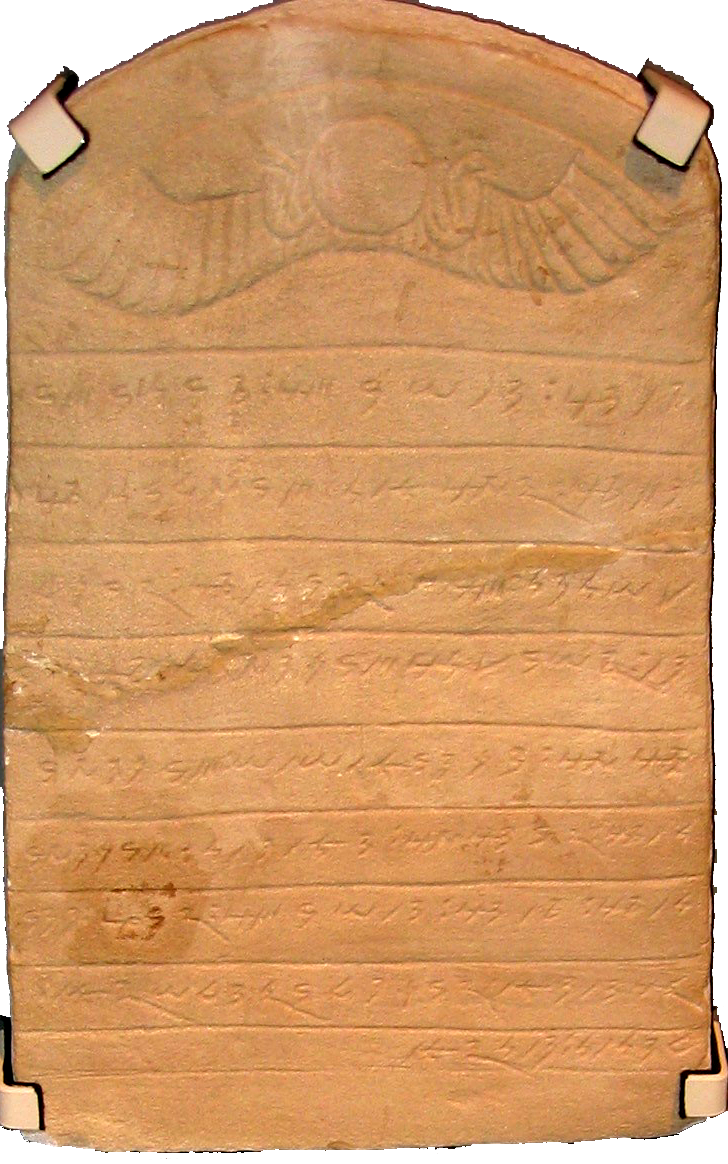
メロエ語の石版。カダイェの息子（または娘）ワレイェの追悼文。スーダン北部のサイ島(Saï)出土。現在は大英博物館所蔵。

メロエ語（メロエご）は、およそ紀元前1000年から紀元前750年の間にヌビア(現在のスーダン)で成立したクシュ人の王国で話されていた言語。およそ紀元前800年頃の古代ヌビアの碑文は全て、ヒエログリフを用いてエジプト語で書かれているが、国家の成立から数世紀の間に、メロエ語による碑文も書かれるようになった。また、古代のヌビアの人名の研究により、おそらくこれらもメロエ語であったと考えられている。
もともとクシュ人の王国の中心地はナパタ(Napata)であったが、紀元前300年頃に、現在のハルツームの北のメロエ(Meroë)に中心地が移された。この頃、エジプトに対する文化的な依存度が低下したが、同じ頃に独自の文字、メロエ文字による表記法が発展し、メロエ語が公的な記録に使用されだしたことからも、そのことが窺える。

## 他の言語との関係
メロエ語は現在のところ充分に解明されていない。今までのところ、メロエ語を特定の語族と結びつけることはできず、推測することもかなり困難である。後にヌビアにおいて書記言語となった古ヌビア語と似ている点も見られない。メロエ語には古代エジプト語からの借用語がいくつかあるが、今までのところ短く、定型的な奉納文を翻訳する以上のことは不可能である。
様々な学者やアマチュア研究者達がメロエ語と他の言語との関連を見つけ出そうと試みている。例えば、1980年代には、近隣のベダウィ語(Bedawi language)を基に、メロエ語の文献の翻訳が試みられた。しかし、このような試みは、学会では一般的に受け入れられていない。より新しい見方では、メロエ語がナイル・サハラ語族に含まれるという意見が提示されている。
遅くとも紀元300年頃には、環境破壊による大異変、あるいはアクスム王国に対する軍事的敗北のいずれかによって、クシュの王国は滅亡し、メロエ語は死語となった。

## メロエ語の単語の例
| メロエ語 | 語意                 | 備考                 |
| -------- | -------------------- | -------------------- |
| Amn      | アメン               |                      |
| at       | パン                 |                      |
| ato      | 水                   |                      |
| kdi      | 女                   |                      |
| kdke     | カンダケ（女王の名） |                      |
| Medewi   | メロエ               |                      |
| mlo      | よい                 |                      |
| nete     | 父                   |                      |
| Npte     | ナパタ               |                      |
| pelmos   | 将軍、知事           | エジプト語からの借用 |
| pesto    | 知事                 | エジプト語からの借用 |
| Qes      | クシュ               |                      |
| qore     | 王                   |                      |
| tadache  | 母                   |                      |

## 語意が明確に判明していない語彙
| メロエ語 | 語意   | 備考 |
| -------- | ------ | ---- |
| adb      | 国、州 |      |
| abr      | 男     |      |

## 文例
| メロエ語 | woši šoreyi : Yidotbelileqowi : beloloke : Amnitowi : ḫmlol : ẖolkete                                              |
| 翻訳     | おおイシス、おおイシスよ! これは Yidotbelile である。彼はアメンのBeloloke (称号) であった。彼にḫmlol を与えたまえ! |